# Lauraesilpha angusta
Lauraesilpha angusta är en kackerlacksart som först beskrevs av Lucien Chopard 1924.  Lauraesilpha angusta ingår i släktet Lauraesilpha och familjen storkackerlackor.
Artens utbredningsområde är Nya Kaledonien. Inga underarter finns listade i Catalogue of Life.